# Tawan Tolgoi

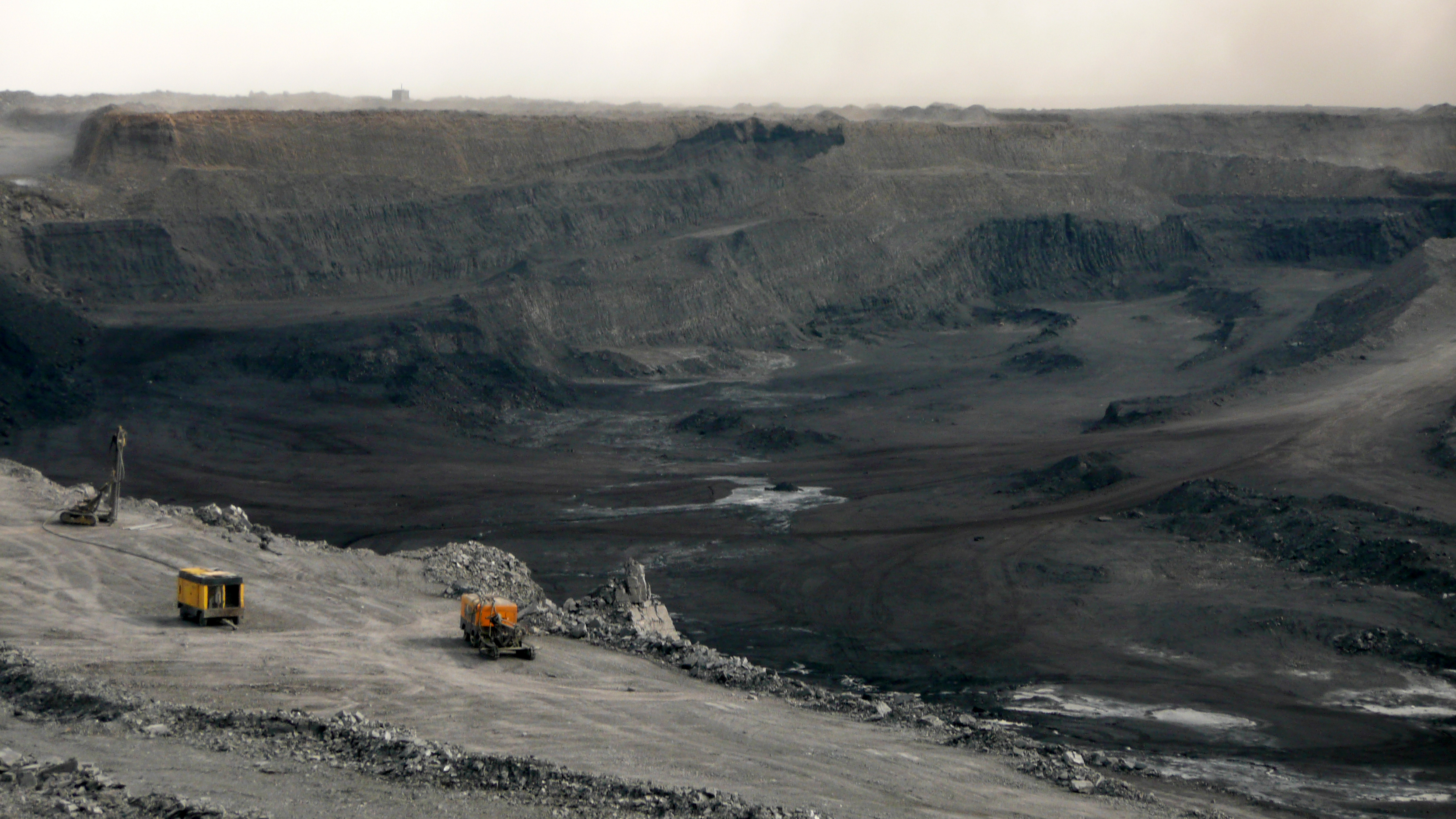
Tagebau der Tawan Tolgoi AG.

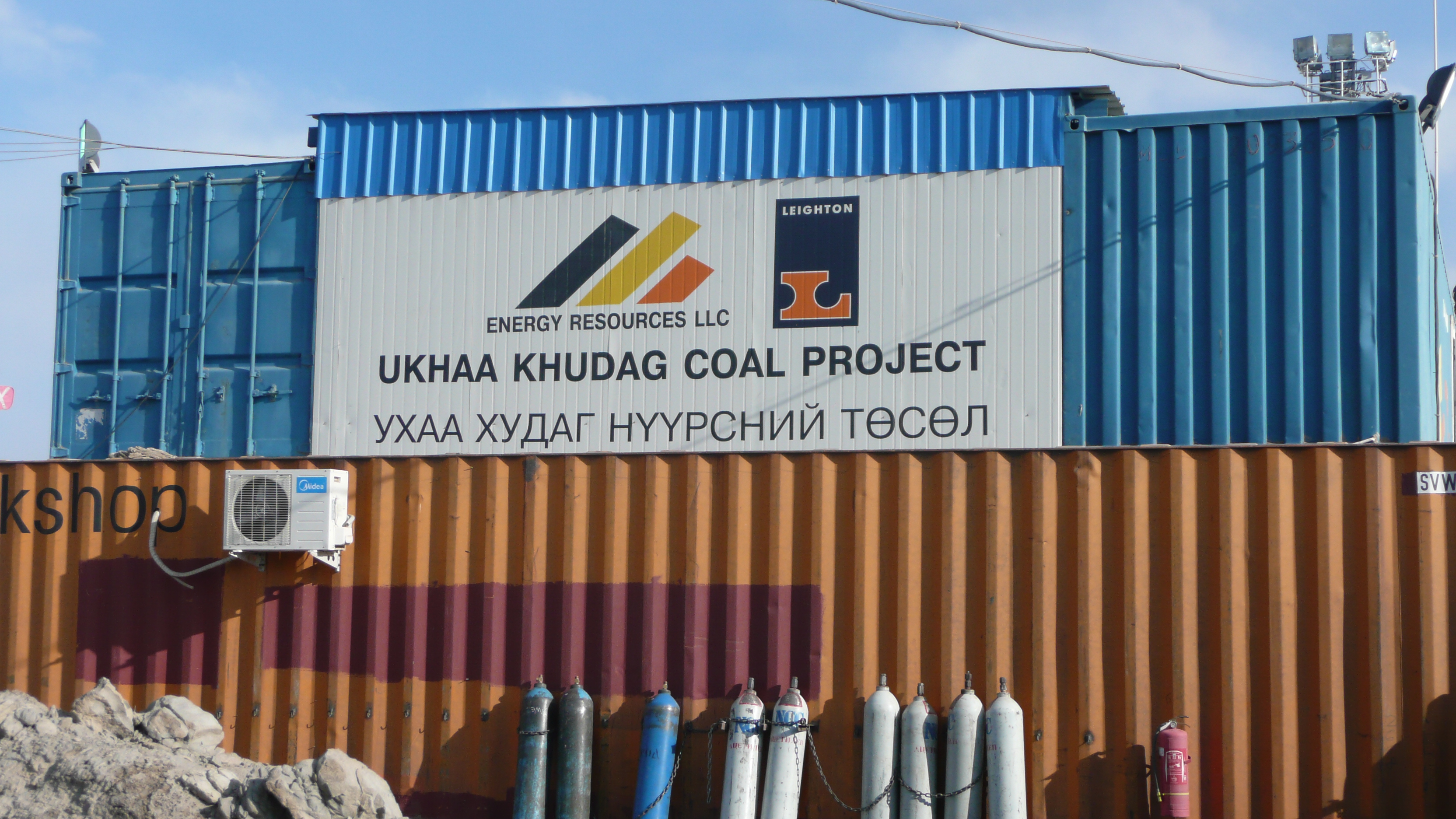
UHG Ukhaa Khudag Projekt der Energy Resources LLC.

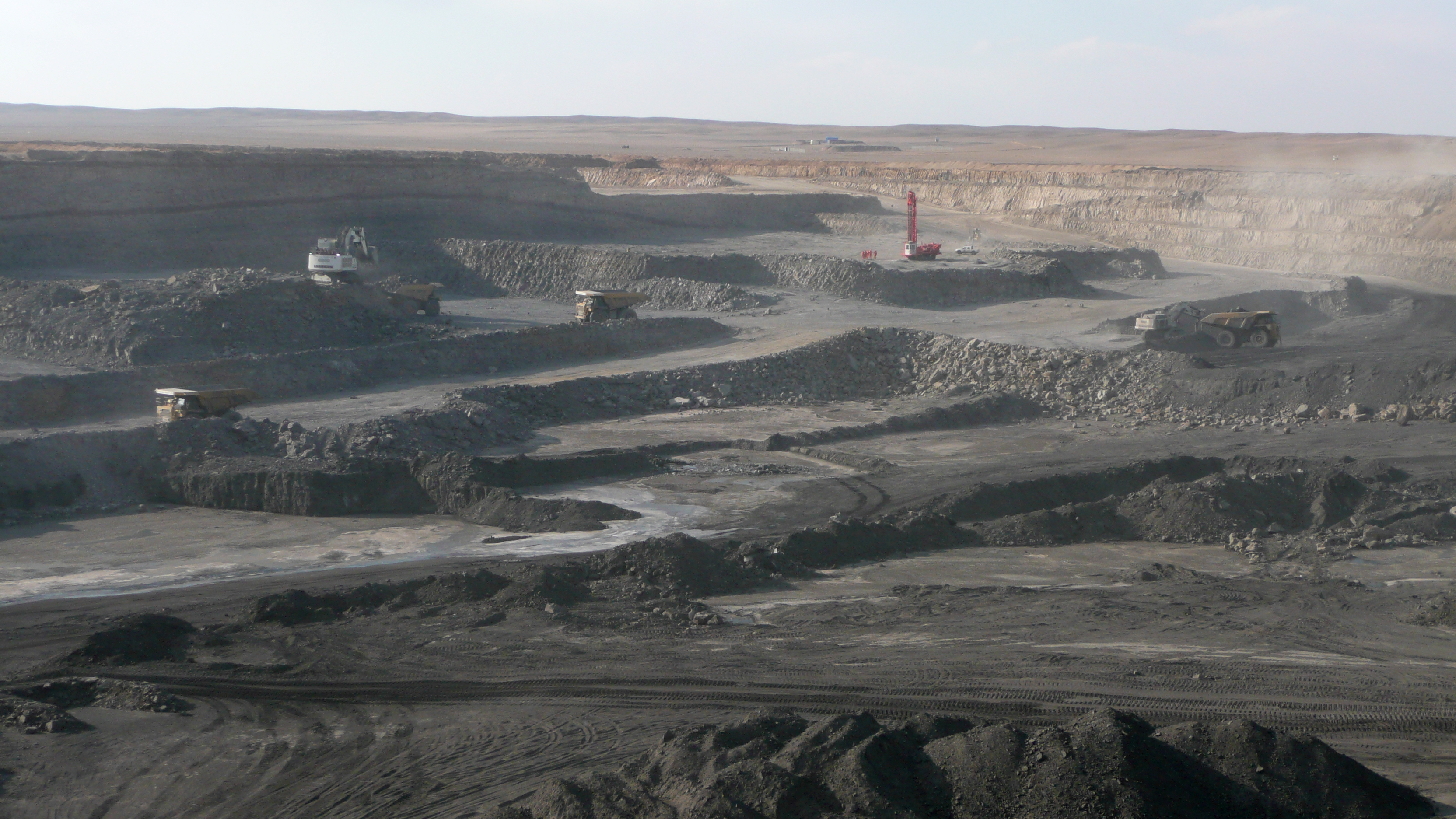
UHG-Tagebau in Tawan Tolgoi.

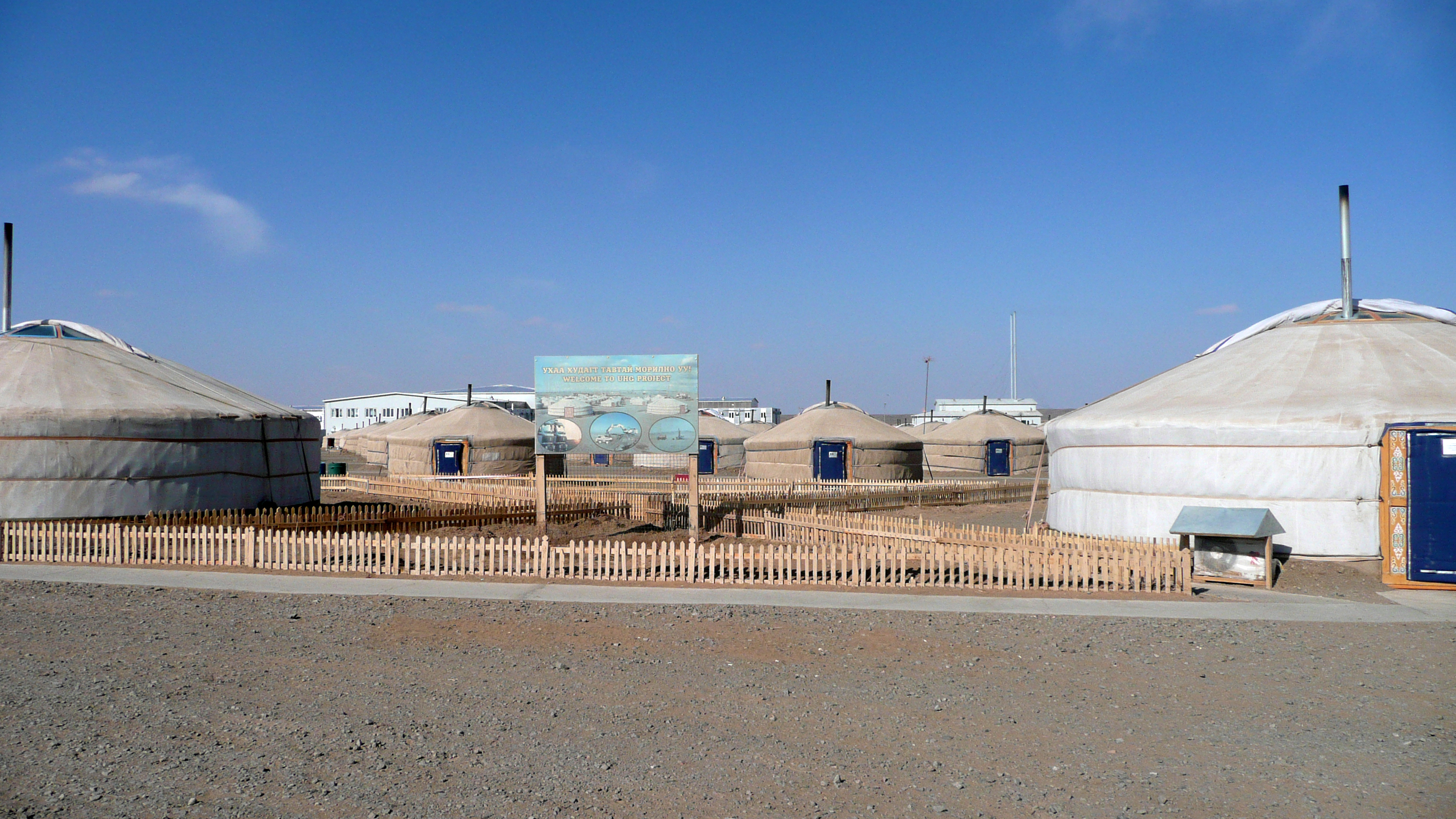
UHG-Firmen-Camp.

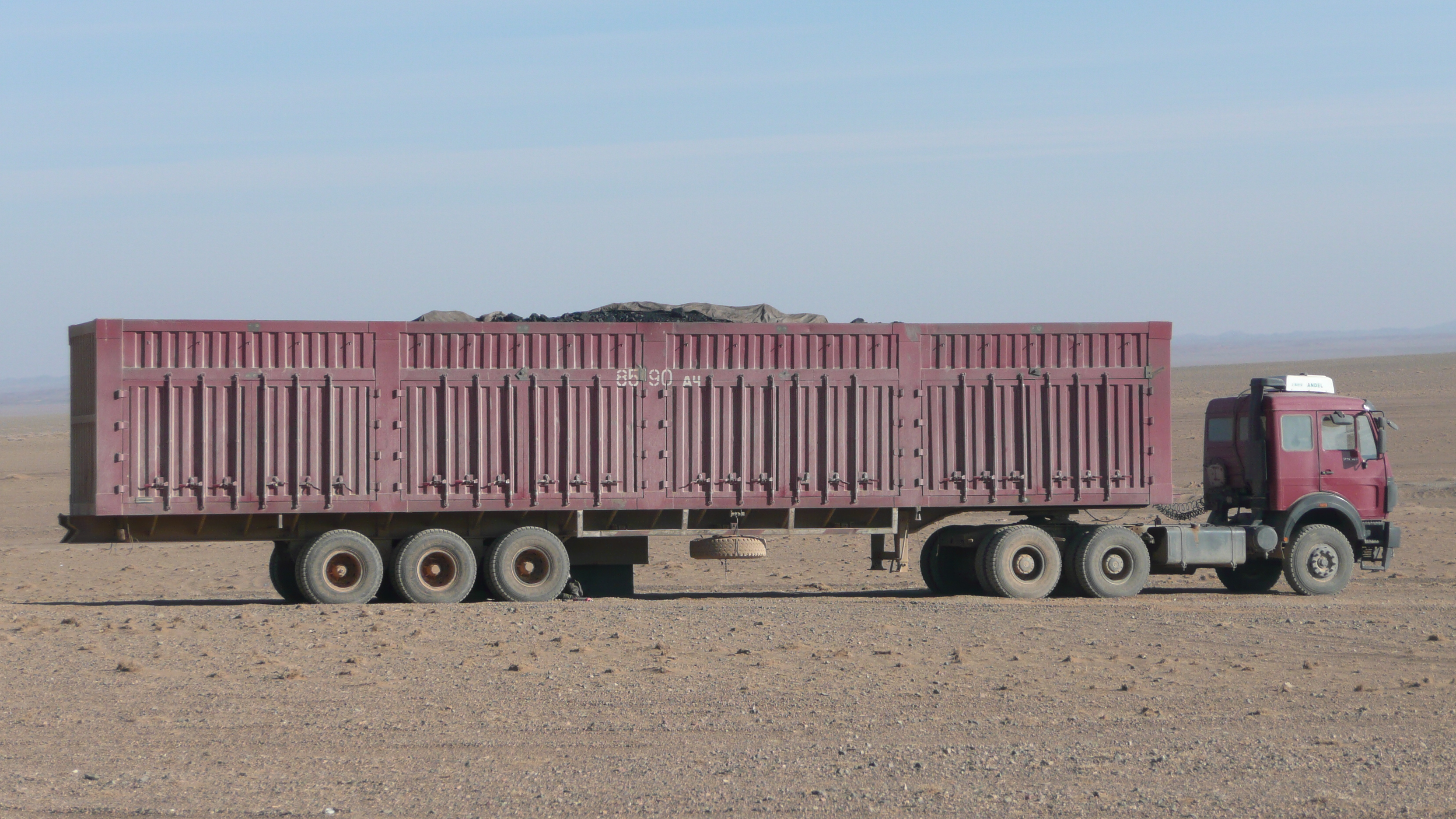
Kohletransporter nach China.

Tawan Tolgoi (mongolisch Таван толгой, auf Deutsch „Fünf Hügel“) ist eine Lagerstätte hochwertiger, oberflächennaher Steinkohle im Landkreis (Sum) Tsogttsetsii des Ömnö-Gobi-Aimags (Provinz Süd-Gobi) im Süden der Mongolei. Die Bevölkerungszahl dieser aus Firmen-Camps bestehenden Siedlung liegt bei 313 (31. Dezember 2009), während 2009 im gesamten Landkreis 2.642 Menschen lebten. Durch die Bergbauprojekte in der Region wird sich nach Einschätzung des mongolischen Ministeriums für Bauen und Stadtentwicklung die Bevölkerungszahl in Tsogttsetsii bis zum Jahr 2020[veraltet] auf 37.500 erhöhen.

## Lage
Tawan Tolgoi befindet sich im Süden der Wüste Gobi und liegt 15 Kilometer südwestlich vom Zentrum des Landkreises (Sum) Tsogttsetsii und 98 Kilometer östlich von Dalandsadgad, der Hauptstadt des Ömnö-Gobi-Aimags. Die Lagerstätte hat eine Erstreckung von etwa 30 × 40 km.

## Wirtschaft
Mit dem Aufschluss des Tagebaus wurde 1967 begonnen. Die Kohleförderung betrug 38,5 Mio. Tonnen im Jahr 2003, 64,2 Mio. Tonnen im Jahr 2004, 2005 – 404,6 Mio. Tonnen im Jahr 2005 und 787,1 Mio. Tonnen im Jahr 2006. Hinsichtlich des gesamten Ausmaßes steht jedoch Tawan Tolgoi erst am Anfang. Während in einem kleineren Teil Chinesen den Abbau vornehmen, besaß das staatliche Unternehmen „Tawan Tolgoi AG“ mehr als 70 % der Vorkommen. Ein Anteil von 10 % der Vorkommen ist in der Hand des Unternehmens „Energy Resources“, das mit modernster Technik im Rahmen des Projektes UHG (Ukhaa Khudag) die Erschließung vorantreibt. Hauptabnehmer ist in allen drei Teilen von Tawan Tolgoi China.
2008 beschloss die Regierung, 20 Prozent der Anteile an die Bevölkerung zu verteilen. Seitdem besaß jeder Mongole 1072 Anteile am Bergwerk. 2012 entsprach das dem Wert von einer Million Tugrik (etwa 600 Euro). Ein internationaler Börsengang scheiterte. Im Mai 2012 gestattete die Regierung den Rückverkauf der Anteile an den Staat.
2024 wurde das neue Kohleverladelogistikzentrum in Betrieb genommen. Das Zentrum verfügt über eine Kapazität zur Verarbeitung von 20 Millionen Tonnen Rohkohle pro Jahr.

## Verkehr
Während bisher die Kohle mit Lastwagen auf einer Wüstenpiste zur chinesischen Grenze transportiert wird, ist mit Projektierungshilfe der DB-International der Bau einer 268 km langen Eisenbahnverbindung von Ukhaa Khudag (UHG) bis zum mongolischen Grenzort Gashuun Sukhait und eine Verlängerung bis nach Linhe auf chinesischer Seite geplant. Die für eine Achslast von 25 Tonnen vorgesehene eingleisige Strecke sollte ursprünglich im Jahr 2015 in Betrieb gehen. Im März 2016 wurde jedoch erst von einer Genehmigung zum Bau der Strecke berichtet. Nach einem Bericht vom November 2017 habe die Mongolei zwar über 200 km Fundamente für die Strecke errichtet, das Projekt sei jedoch mangels Finanzierung unterbrochen worden. Es soll bis 2021 fertiggestellt werden.[veraltet]
Zu Beginn des Jahres 2009 begann das chinesische Bergbauunternehmen Shenhua Energy, das der mongolischen Regierung seine Unterstützung bei der Erschließung von Tawan Tolgoi angeboten hatte, mit dem Bau einer 354 km langen Eisenbahnverbindung von Baotou bis zum chinesischen Grenzort Ganqimaodu, gegenüber vom mongolischen Gashuun Sukhait gelegen. 60 Millionen Tonnen kupfer- und goldhaltiges Erz sollen damit jährlich nach China befördert werden können. Im Januar 2017 wurden über diese Verbindung 688.000 Tonnen Kohle transportiert, was einer Steigerung von 289 % im Vergleich zum Vorjahr entsprach.
Bereits 2010 war der Umbau der Sandpisten vorgesehen, zunächst in Form von Schotterstraßen und später mit asphaltierten Straßen.

## Selbstverbrennung eines Gewerkschaftsleiters
Auf einer Pressekonferenz am 13. November 2015 in der Mongolei kam es zu einer dramatischen Protest-Aktion: der Gewerkschaftsleiter des Erdenes-Tawan-Tolgoi-Unternehmens sagte: „Die Regierung unterstützt nicht mehr unser Unternehmen, die Familien der Arbeiter sind gezwungen zu verhungern, das ist der Grund, warum ich mich für die Menschen der Mongolei und unsere Kinder verbrennen werde.“ Er übergoss sich mit Benzin und zündete sich an. Die Mongolei plante den Verkauf von Anteilen an 10 Staatsunternehmen, darunter ein Teil des Tawan-Tolgoi-Projektes.